# 페르난도 페르난 고메스
페르난도 페르난 고메스(스페인어: Fernando Fernán Gómez, 1920년 8월 28일~2007년 11월 21일)는 스페인의 배우 및 영화 감독이다.

## 같이 보기
- 스페인 영화